# Hospital de Panzi
El Hospital de Panzi (en francés: Hôpital de Panzi) es un hospital pentecostal en Bukavu, la capital de la provincia de Kivu del Sur, en la República Democrática del Congo. Se especializa en el tratamiento de víctimas de la violencia, la gran mayoría de los cuales han sido víctimas de abuso sexual. El Hospital de Panzi es administrado por la Comunidad de Iglesias Pentecostales de África Central (CEPAC).

## Historia
El Hospital Panzi fue fundado en 1999 por la Comunidad de Iglesias Pentecostales de África Central.
El director Denis Mukwege ha estado operando a sobrevivientes de violencia sexual durante más de una década y es uno de los dos únicos médicos calificados para realizar la cirugía reconstructiva. Publicó un análisis de la crisis de violencia sexual en el este de la República Democrática del Congo en PLoS Medicine en diciembre de 2019. 2009, basándose en su amplia experiencia de primera mano. Dr. Mukwege recibió el Premio de Derechos Humanos de la ONU 2008, el Premio Sájarov 2014 y el Premio Nobel de la Paz 2018.
A pesar de su red de apoyo y la abrumadora necesidad de los servicios que brinda, el Hospital Panzi enfrenta continuamente una escasez de dinero, suministros y recursos para ampliar su base de personal calificado. El hospital se construyó inicialmente para 120 camas, pero el número total de camas ahora es de 350, de las cuales 200 están dedicadas a sobrevivientes de violencia sexual. En promedio, Panzi admite 410 pacientes por mes y en 2007 se decía que estaba funcionando a su máxima capacidad.
En agosto de 2021, la Misión de las Naciones Unidas en la República Democrática del Congo (MONUSCO, por sus siglas en inglés) completó la reconstrucción del puente Kamagema en la zona de Panzi en Bukavu. El puente había sido destruido por las fuerzas rebeldes. El doctor Denis Mukwege ayudó a abrir el puente.